# وزغ معمولی
بوفو بوفو، وزغ عمومی یا وزغ اروپایی یک دوزیست با پراکندگی گسترده در سراسر اروپا به به استثنای ایسلند، ایرلند و برخی از جزایر دریای مدیترانه است.

## توصیف

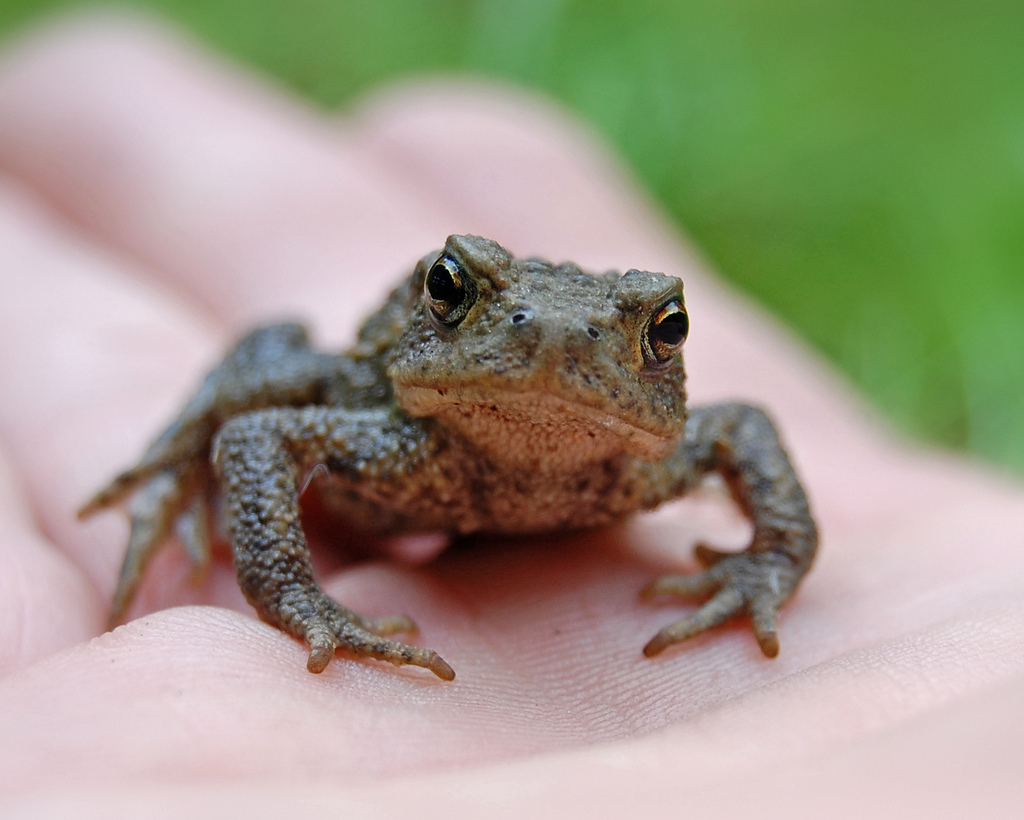
یک بوفو بوفو نوجوان.

نرهای بالغ حدود ۸ سانتی متر و ماده‌های بالغ در حدود ۱۳ سانتی متر رشد می‌کنند و پوست آنها ظاهر زگیل مانند و گستره از سبز تا قهوه‌ای دارد. وزن آن‌ها در حدود ۲۰ تا ۸۰ گرم است.